# Дрейер, Карл Теодор
Карл Теодор Дрейер (дат. Carl Theodor Dreyer; 3 февраля 1889, Копенгаген — 20 марта 1968, там же) — датский кинорежиссёр-новатор, один из наиболее значительных мастеров европейского киноискусства.

## Биография
Дрейер был внебрачным ребёнком Енса Кристиана Торпа, датского фермера, и работавшей у него Йозефины Бернардины Нильссон, батрачки из Скании, которая погибла, пытаясь совершить аборт. Первые два года жизни провёл в приютах, затем был усыновлён строгой лютеранской семьёй типографа Карла Теодора Дрейера, в честь которого и был назван.
В 16 лет с отличием окончил классическую гимназию и, оставив приёмных родителей, начал зарабатывать на жизнь журналистикой. В основном сотрудничал с либеральным изданием «Политикен».
С 1912 по 1919 год работал на киностудии «Нордиск» в качестве сценариста, монтажёра и редактора титров. В эти годы по его сценариям было снято 22 фильма.
Первым самостоятельным фильмом Дрейера стала экранизация романа Францоза «Президент» о матери-детоубийце (налицо перекличка с судьбой матери самого режиссёра). Однако зрители первыми увидели «Страницы из книги сатаны» — четыре короткометражных рассказа, скомпонованные наподобие «Нетерпимости» Гриффита. 
В 1920-е годы Дрейер стал международным режиссёром — он снимал в Швеции, Германии, Норвегии, Франции — тех странах, где ему удалось найти финансирование для очередного кинопроекта. Среди работ этого времени — одна из первых кинолент на гомосексуальную тематику, «Михаэль» по одноименному роману Германа Банга. Гомосексуальный период в жизни Дрейера завершился нервным срывом в начале 1930-х.
В 1927 году Дрейер создал одну из вершин немого кинематографа — потрясшую зрителей своей бескомпромиссной реалистичностью картину «Страсти Жанны д’Арк». Эйзенштейн назвал её «одной из прекраснейших» за всю историю кинематографа. Основой режиссёрского стиля Дрейера стал крупный план, позволявший передать динамику психологического состояния персонажа в малейших нюансах.
В годы «великой депрессии» скандинавское кино погрузилось в кризис, а Дрейер вернулся в журналистику, писал теоретические статьи, которые много лет спустя составили книгу «О кино». В 1931 году в Берлине он снял первый звуковой фильм «Вампир», который по многим параметрам примыкал к немецкому экспрессионизму. Этот радикальный эксперимент в области пугающей сюрреалистической образности, признанный впоследствии классикой, в своё время обескуражил как зрителей, так и кинокритиков.
Разочарование в зрителях, скрупулёзность подхода к материалу и хроническое отсутствие финансирования оказались причинами, по которым за оставшуюся часть жизни Дрейер снял всего три фильма. Их отличают сверхдлинные планы, тщательная простроенность всех мизансцен, контрастность монохрома.
«День гнева» (1943) — рассказ о средневековой охоте на ведьм в Норвегии — воспринимался современниками как аллегорическое высказывание по поводу фашистской оккупации Европы (хотя Дрейер отрицал, что это входило в его намерения). Следующий фильм, «Два человека», был снят в Швеции и не вошёл в дрейеровский канон: режиссёр убрал своё имя из титров. В послевоенные годы он работал над короткометражной документалистикой на средства из государственного бюджета.
Торжественно-медлительный темп, который смутил зрителей «Дня гнева», был положен в основу следующего полноценного фильма Дрейера — «Слово». Премьера этой ленты на Венецианском кинофестивале 1955 года и присуждение ей «Золотого льва» вызвали огромный международный резонанс. Датское правительство передало в распоряжение Дрейера столичный кинотеатр «Дагмар», на доходы от которого режиссёр, теперь признанный «живым классиком», снял по драме Яльмара Сёдерберга свой последний фильм «Гертруда» (1964).
Дрейер умер 20 марта 1968 года в Копенгагене от пневмонии во время активной подготовки к съёмкам давно задуманного фильма о жизни Христа. Другим его неосуществлённым проектом осталась экранизация романа «Доктор Живаго».

## Фильмография

### Полнометражные фильмы
- 1919 — Президент / Præsidenten
- 1920 — Вдова пастора / Prästänkan (Дания — Швеция)
- 1921 — Страницы из книги Сатаны / Blade af Satans bog
- 1922 — Заклеймённые / Возлюби ближнего своего / Die Gezeichneten (Германия)
- 1922 — Однажды / Der var engang
- 1924 — Михаэль / Michael (Германия)
- 1925 — Почитай жену свою / Du skal ære din hustru
- 1926 — Невеста Гломдаля / Glomdalsbruden (Норвегия — Швеция)
- 1928 — Страсти Жанны д’Арк / La Passion de Jeanne d’Arc (Франция)
- 1932 — Вампир / Vampyr — Der Traum des Allan Grey (Германия — Франция)
- 1943 — День гнева / Vredens dag
- 1945 — Два человека / Två människor (Швеция)
- 1955 — Слово / Ordet (Золотой лев на Венецианском кинофестивале)
- 1964 — Гертруда / Gertrud

### Короткометражные фильмы
- 1942 — Помощь матерям / Mødrehjælpen (12 мин.)
- 1946 — Вода в деревне / Vandet på landet
- 1947 — Борьба с раком / Kampen mod kræften (15 мин.)
- 1947 — Сельские церкви / Landsbykirken (14 мин.)
- 1948 — Они успели на паром / De nåede færgen (11 мин.)
- 1949 — Торвальдсен / Thorvaldsen  (10 мин.)
- 1950 — Мост в Сторстрём / Storstrømsbroen (7 мин.)
- 1954 — Замок в замке / Et Slot i et slot

## Сочинения
- Om filmen, Kbh., 1964
- Fire film, [Kbh.], 1964

### Публикации на русском языке
- О кино / Пер. Е. Красновой и П. Каштанова. — М.: Новое издательство, 2016. — 256 с.